# Tenthrède verte
Rhogogaster viridis
Espèce
La tenthrède verte, Rhogogaster viridis, est une espèce d’insectes hyménoptères du sous-ordre des symphytes, de la famille des Tenthredinidae, de la sous-famille des Tenthredininae.
L'imago vert-jaunâtre (mimétique) vit dans les bois, parcs, prairies, jardins d'Europe où il chasse de petits insectes dont il se nourrit. La larve, une fausse-chenille, est phytophage.